# شمارش زنده‌مانی
شمارش زنده‌مانی (به انگلیسی: Viable count) روشی است که در کشت سلولی برای تعیین تعداد سلول‌های زنده در یک کشت استفاده می‌شود. این روش با سایر روش‌های شمارش سلول  متفاوت است، زیرا بین سلول‌های زنده و مرده تمایز قائل می‌شود.

## روش
رقیق‌سازی سلول‌هایی که باید شمارش شوند تهیه می‌شود و با تریپان آبی مخلوط می‌شود، این لکه معمولاً انتخابی است زیرا توسط سلول‌های مرده گرفته‌شده و به‌طور فعال از سلول‌های زنده حذف می‌شود. هنگامی که سلول‌ها رنگ‌آمیزی شدند، با استفاده از هموسیتومتر شمارش می‌شوند، سپس محاسباتی برای تعیین غلظت اصلی سلول‌های زنده انجام می‌شود.